# 托里绍雷乌
托里绍雷乌是巴西马托格罗索州的一个市镇。总面积2397.925平方公里，总人口4101人，人口密度1.7人/平方公里。